# Thaumaglossa americana
Thaumaglossa americana is een keversoort uit de familie spektorren (Dermestidae). De wetenschappelijke naam van de soort werd in 1882 gepubliceerd door Jayne.